# Калоссо
Калоссо (итал. Calosso) — коммуна в Италии, располагается в регионе Пьемонт, в провинции Асти.
Население составляет 1313 человек (2008 г.), плотность населения составляет 83 чел./км². Занимает площадь 16 км². Почтовый индекс — 14052. Телефонный код — 0141.
Покровителем населённого пункта считается святой Sant’Alessandro Sauli.

## Демография
Динамика населения:

## Администрация коммуны
- Официальный сайт: http://www.comune.calosso.at.it/